# Frontera entre Haití y la República Dominicana
La frontera entre Haití y la República Dominicana es el límite que separa, sobre un eje norte sur, estos dos Estados y divide a la isla de La Española. Posee una longitud de 376 km.

## Historia

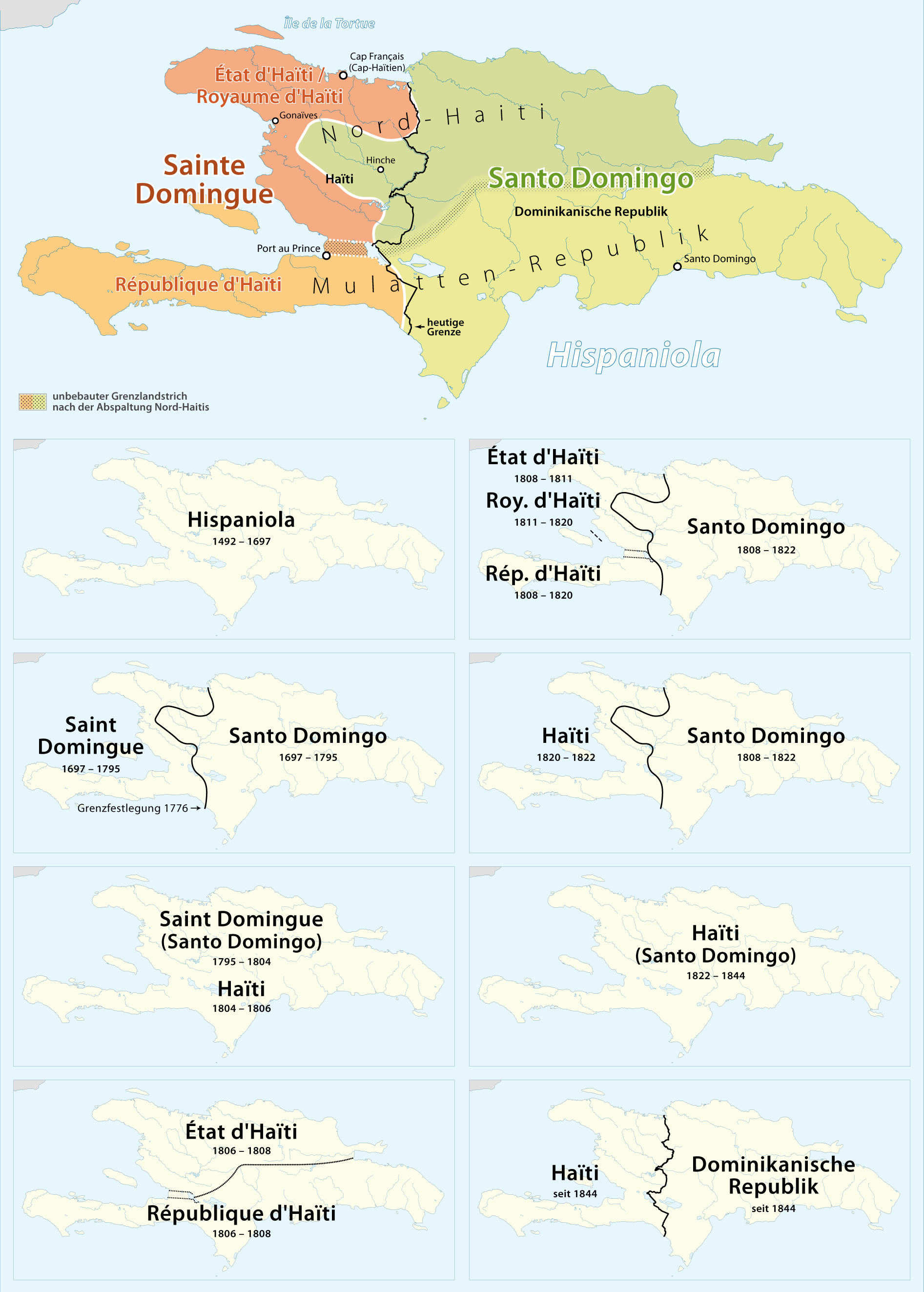
Mapa que muestra la evolución de la frontera.

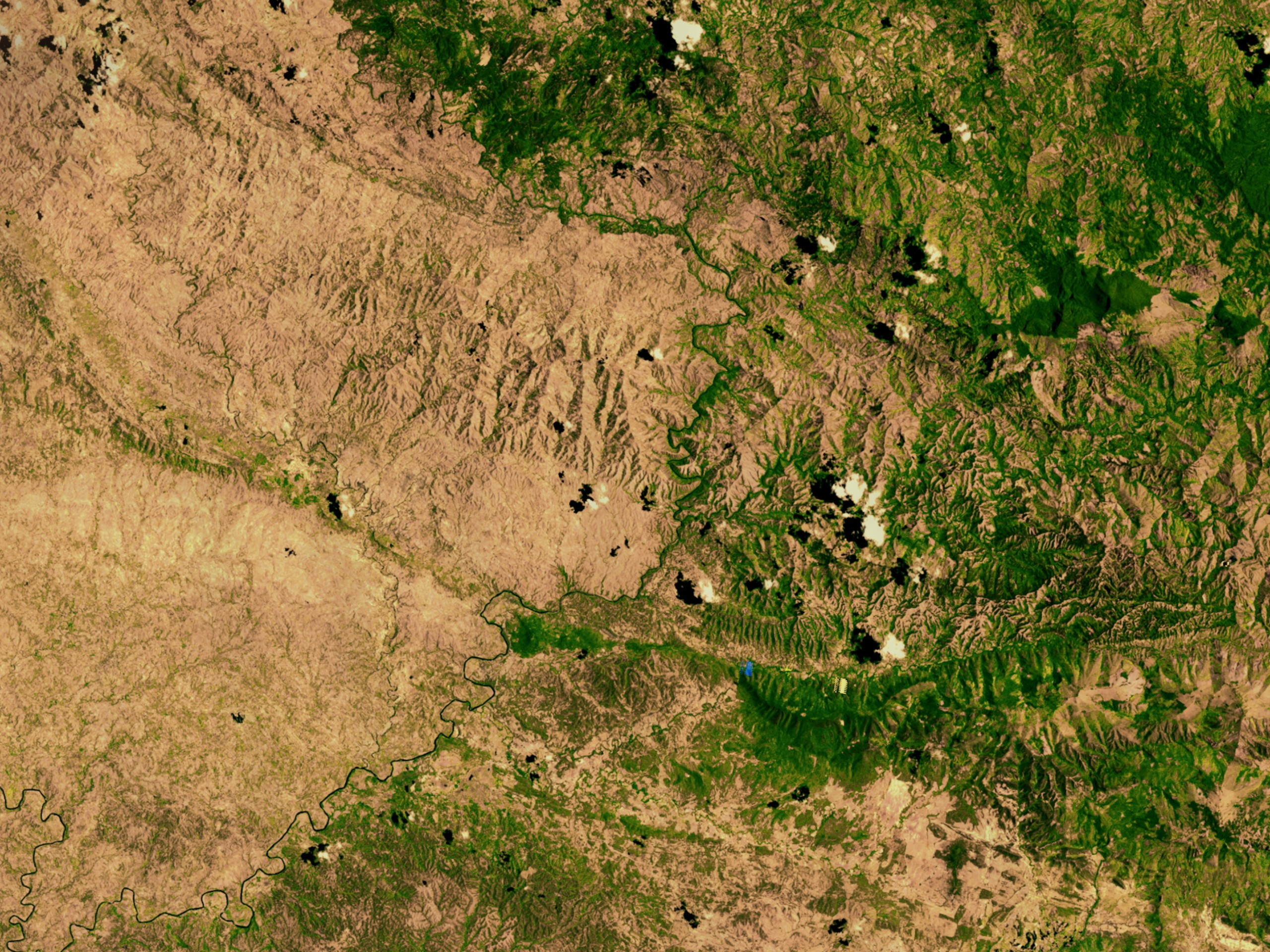
La frontera se puede ver desde el espacio debido a la extensa deforestación en el lado haitiano.

La frontera nació tras la división de la isla de La Española entre Francia y España, que fue oficializada por el Tratado de Rijswijk en 1697, si bien no tenía una demarcación oficial precisa. Durante la época colonial, las metrópolis firmaron varias convenciones con la intención de delimitar sus posesiones en la isla, en particular los tratados de Aranjuez de 1777 y el de Basilea de 1795 que no aportaron ninguna solución al problema. 
En el siglo XIX la línea de la frontera desapareció más de una vez durante las invasiones, o de las tentativas de ocupación del territorio dominicano, por los franceses (durante la Revolución y el primer Imperio), y después por los haitianos. Después de varias convenciones infructuosas de arbitraje entre ambos países y una tentativa de conciliación emanante del papa Léon XIII en 1901, fue definida formalmente (bajo el auspicio de los Estados Unidos, que ocupó Haití de 1915 a 1934 y la República Dominicana de 1916 a 1924) por el tratado del 21 de enero de 1929 firmado en Puerto Príncipe por los presidentes Horacio Vásquez y Louis Borno.
Éste fue complementado por:
1. El acuerdo del 17 de febrero de 1935 firmado también en Puerto Príncipe por los presidentes Sténio Vincent y Rafael Leónidas Trujillo Molina, destinado a dirimir los litigios de demarcación nacida como consecuencia de la primera convención;
2. El protocolo adicional del 9 de marzo de 1936 firmado por los mismos presidentes en la capital haitiana.

En 1937, por instigación del presidente  Trujillo, el ejército dominicano realizó una limpieza étnica en contra de los haitianos establecidos del lado dominicano de la frontera. Trujillo temía que la presión demográfica ejercida por los haitianos ubicados en la zona fronteriza acabaran por poner en peligro la integridad territorial del país. Se considera que miles de haitianos fueron asesinados, aunque las cifras exactas no se han podido determinar.

## Trazado
El límite está fijado por los últimos acuerdos del norte a sur así:
- A partir de la desembocadura del río Masacre, sigue este curso de agua después el río Capotillo hasta su fuente. Pasa por el monte Grime, coge el río Tinieblas, sigue la carretera internacional y el río Artibonito hasta donde confluye con el río Macasía.
- Remonta el río Macasía hasta San Pedro y pasa al fuerte Cachimán. Corta luego el río Los Indios que se dirige hacia la laguna del Fondo.
- Después de haber bordeado el lado este de la laguna, pasa a El Número, Maré Limón, Gorda Charca, baja el río Pedernales hasta su desembocadura entre las ciudades de Anse-à-Pitre y Pedernales.

## Puestos fronterizos

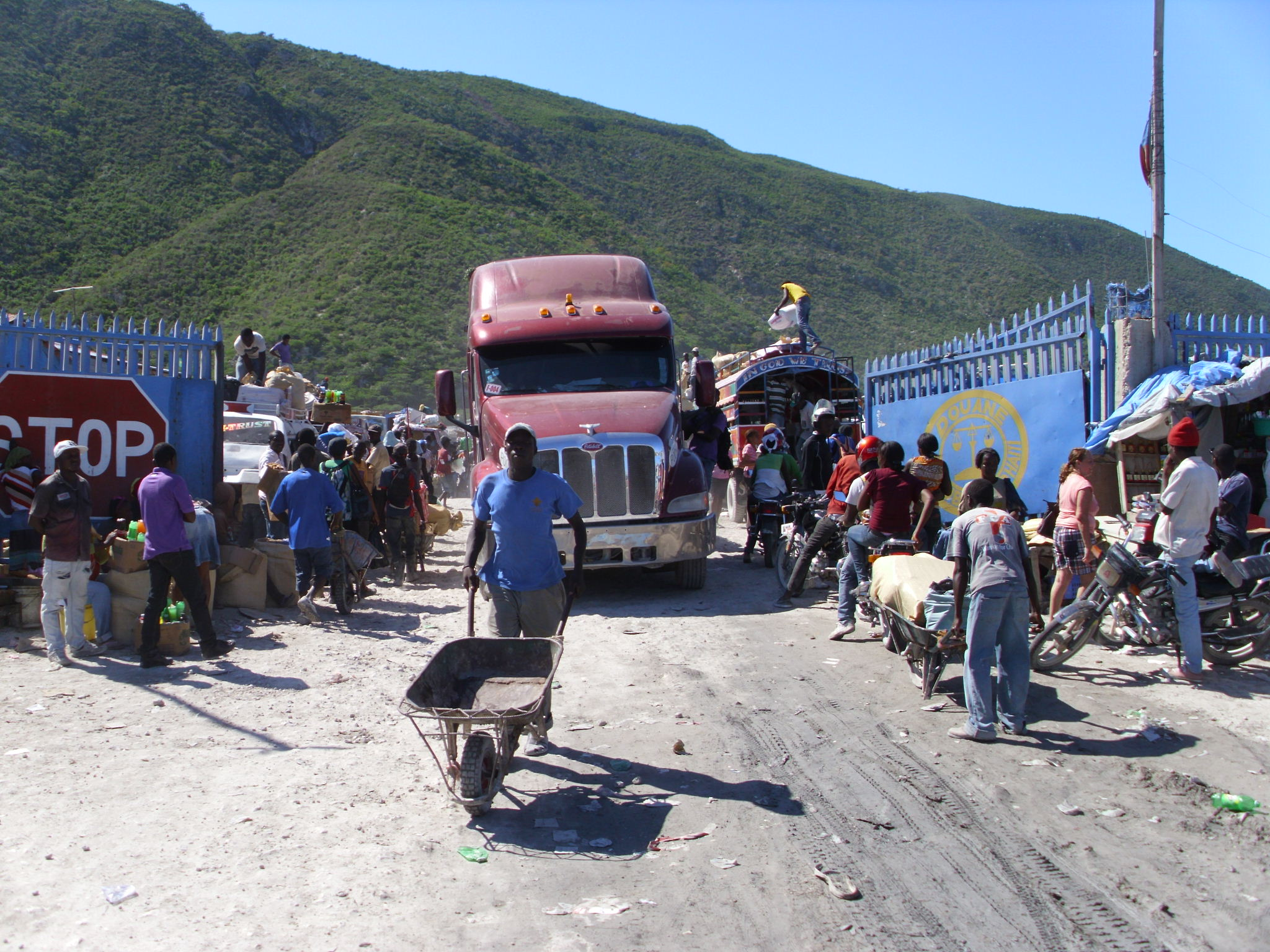
La frontera en Jimaní.

Hay cuatro pasajes sobre esta frontera que se encuentran ubicados de norte a sur de la siguiente manera:
| Puesto fronterizo haitiano | Puesto fronterizo dominicano | Observación |
| -------------------------- | ---------------------------- | --- |
| Juana Méndez               | Dajabón                      | Segundo punto de pasaje en importancia: el 31% de los intercambios transfronterizos se efectúan ahí.                                                                                    |
| Belladère                  | Comendador                   | 5% de los intercambios transfronterizos. |
| Malpasse (Ganthier)        | Jimaní                       | Es el más importante. Representa el 51% de los intercambios transfronterizos, ya que la carretera que lo supera, conecta directamente ambas capitales: Puerto Príncipe y Santo Domingo. |
| Anse-à-Pitre               | Pedernales                   | 3% de los intercambios transfronterizos. |

## Galería

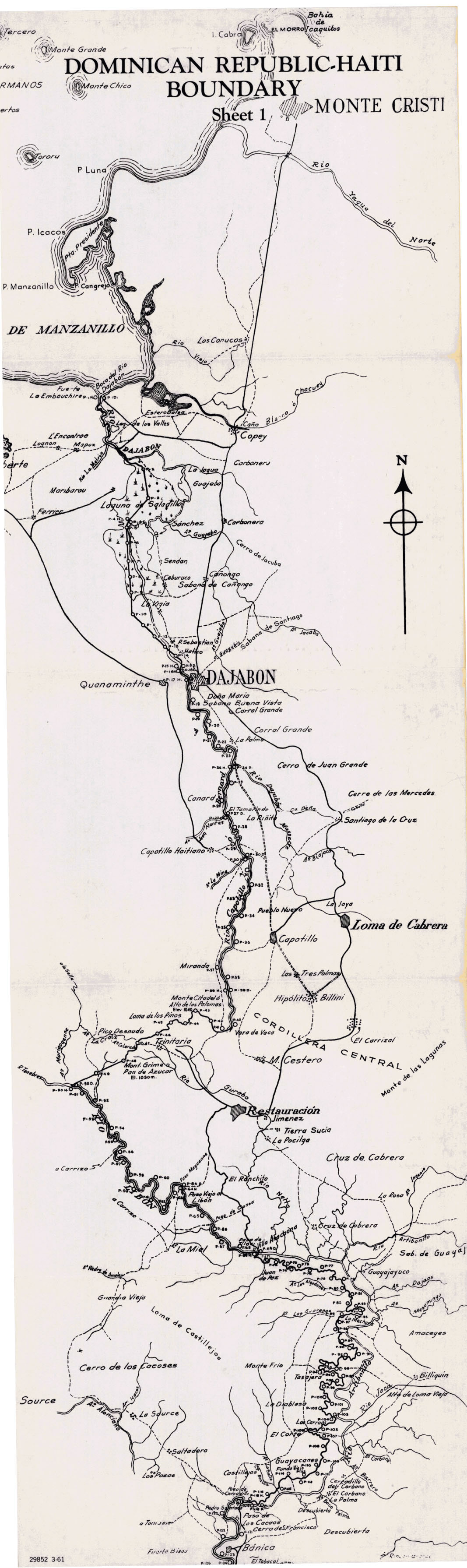
Mapa de la frontera - parte norte
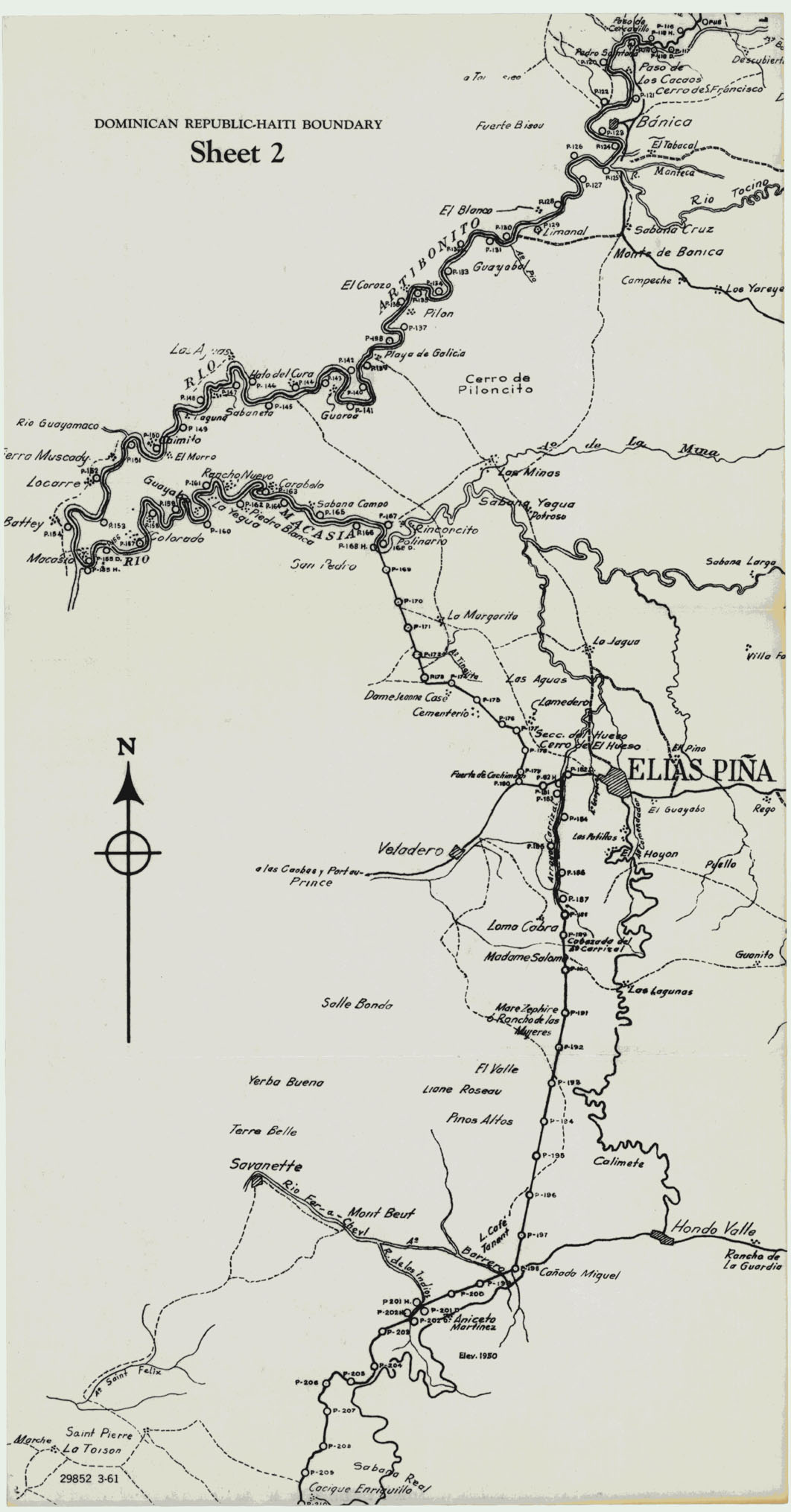
Mapa de la frontera - parte norte central
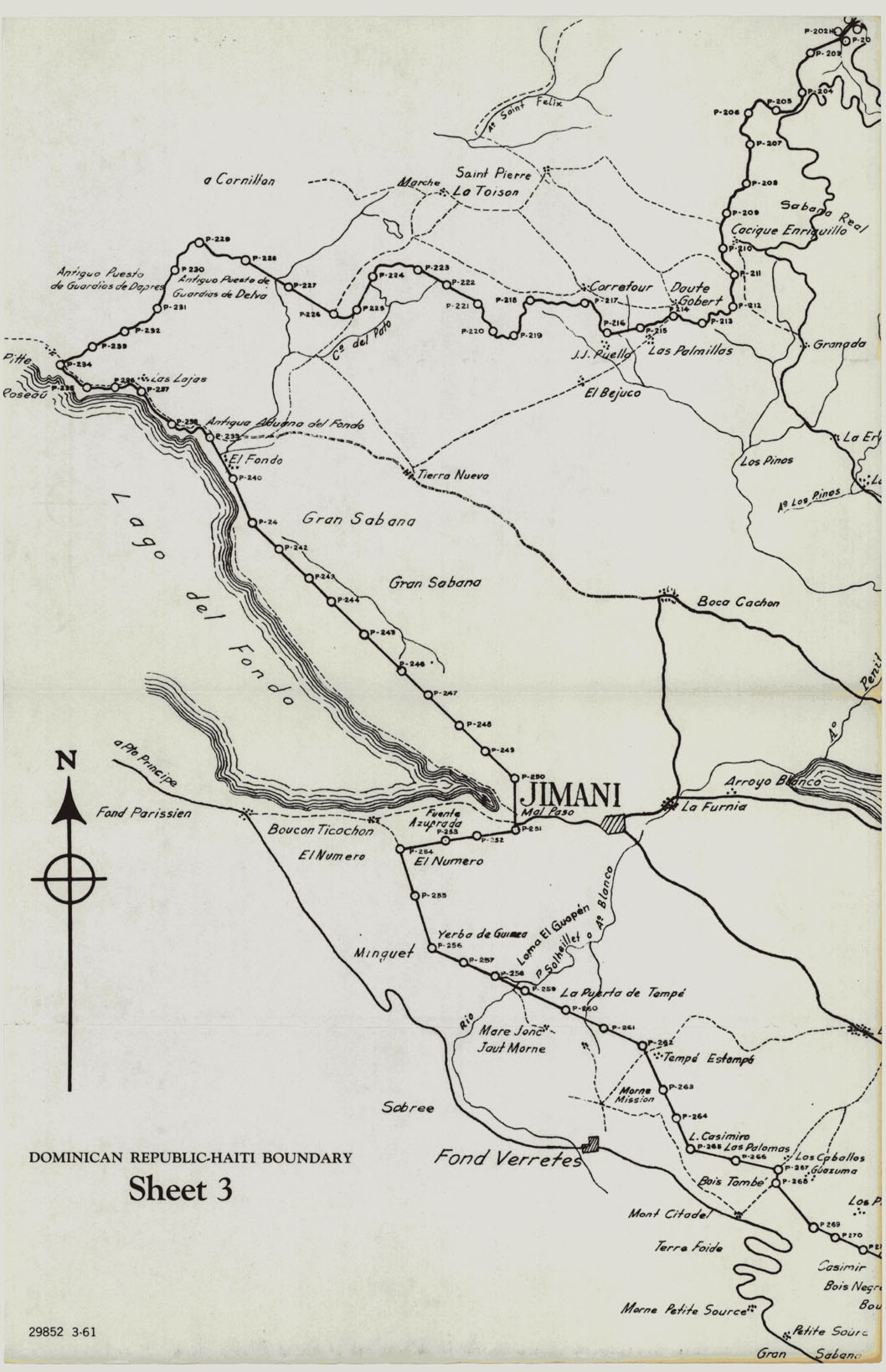
Mapa de la frontera - parte sur central
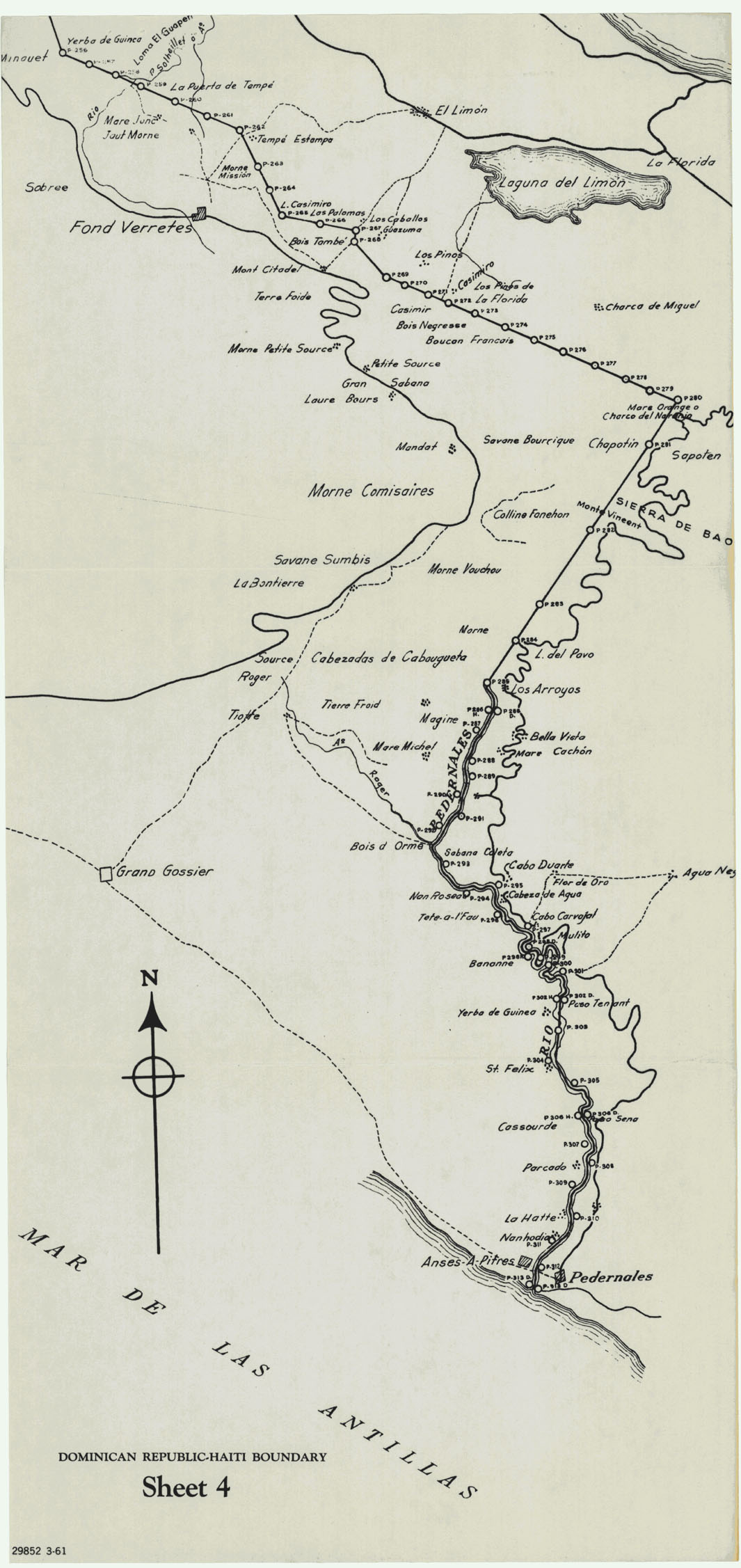
Mapa de la frontera - parte sur